# Badhusparken, Sundsvall

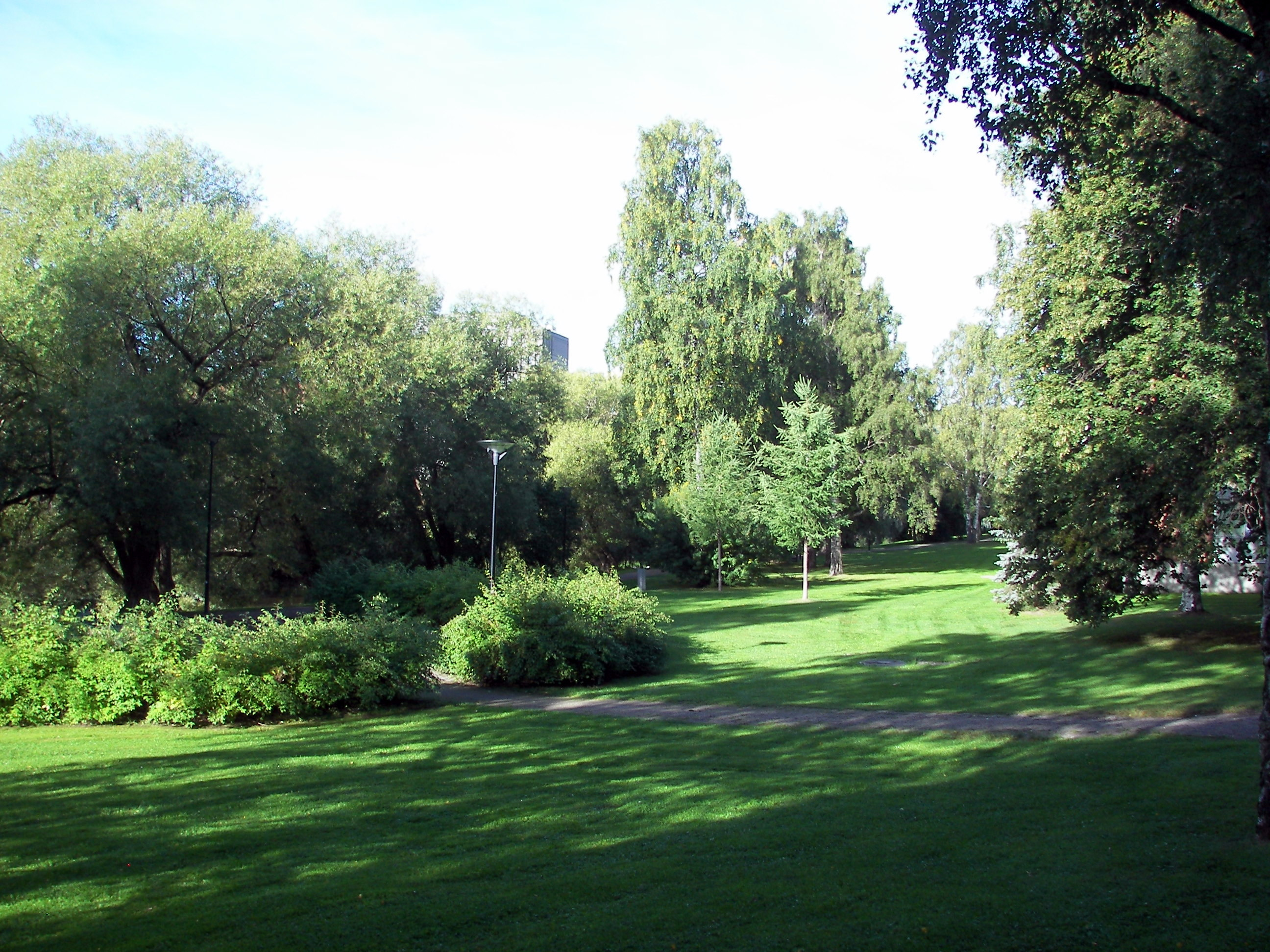
Badhusparken i Sundsvall

Badhusparken är en park på Selångersåns norrsida mellan Sporthallsbron och Storbron i Sundsvall. I parken ligger Millenniumplatsen med sittplatser och blomsterarrangemang.
Badhusparken är också en gata i Sundsvall intill själva parken. Här finns en adress, Badhusparken 1, i en kontorsbyggnad som idag inrymmer Arbetsförmedlingens lokalkontoroch lokaler för Mittmedia inklusive Sundsvalls Tidning. Huset inrymde före november 2008 myndigheten Bolagsverket.

## Historia
1852-1853 uppfördes en Sundsvalls vattenkuranstalt väster om Storbron. 1861 skapades en allé längs åkanten och året efter tillkom parken kring kurhotellets byggnader. Den nya parken fick namnet Badhusparken. Kurhotellet omvandlades i slutet av 1800-talet till en nöjesanläggning med nöjespalatset Rullan med restaurang, cirkushus och teater. Några år efter stadsbranden 1888 revs byggnaderna, kvar är dock parken som under årens lopp behållit sitt namn.

## Konstverk
I parken finns flera skulpturer av konstnären Carl Frisendahl:  Lejon och vildsvin, Liggande kvinna, Näcken, Herkules och tjuren och Sittande vildsvin.